# Il domestico
Il domestico è un film italiano del 1974 diretto da Luigi Filippo D'Amico.
Il film ottenne alla sua uscita un notevole successo di pubblico, sfiorando i 2 miliardi di lire d'incasso.

## Trama
Rosario "Sasà" Cavadunni, alla fine della seconda guerra mondiale, è chiamato a fare da attendente al Maresciallo Badoglio: viene deportato in Germania dall'esercito tedesco. Da qui, grazie alle sue innate doti di lacchè, riuscirà a barcamenarsi in qualunque situazione.
Una volta concluso il conflitto, Sasà tornerà in Italia e attraverserà trent'anni di storia italiana. Sarà così il domestico di un produttore cinematografico di origini discutibili e divenuto ricco grazie ai film neorealisti. Poi andrà a servizio di una famiglia della nobiltà nera romana, per finire a lavorare in casa di una coppia "aperta".
L'ultimo impiego Sasà lo troverà presso un ingegnere milanese, ricchissimo e sposato con una ex-prostituta, che il protagonista aveva conosciuto anni prima (quando esistevano ancora le case chiuse).
Sasà diventerà l'uomo di fiducia dell'ingegnere, e godrà dei favori sessuali della signora e di sua figlia. Ma la sua promozione da domestico a segretario gli costerà molto cara.

## Produzione
Il film è stato girato a Rio de Janeiro, a Roma e a Castiglioncello in provincia di Livorno.